# Wir bleiben treu
Wir bleiben treu ist eine zweiteilige deutsch-sowjetisch-bulgarisch-tschechoslowakisch-polnisch-ungarische Koproduktion von der DEFA, Mosfilm, Nu Boyana Film Studios, Filmstudios Barrandov, Zespoł Polskich Producentow Filmowych und Mafilm Budapest von Andrei Maljukow aus dem Jahr 1989.

## Handlung 1. Teil
Während des Spanischen Bürgerkrieges treffen ab September 1936 immer wieder neue Kämpfer aus aller Welt zur Unterstützung der Internationalen Brigaden und der Republikaner im Kampf gegen die Putschisten, die von General Francisco Franco geführt werden, ein. Die Begrüßung der Neueingetroffenen entwickelt sich zu einem richtigen Fest, bei dem sich viele erst einmal gegenseitig vorstellen. Hier lernt der Pole Jerzy Jarecki die Spanierin Rosita kennen und beide verlieben sich sofort ineinander. Mitten in den Feierlichkeiten erscheinen plötzlich feindliche Flugzeuge und werfen Bomben auf die tanzenden, lachenden und trinkenden Kämpfer. Dann kommt es zu den ersten Kampfhandlungen an der Front und voller Freude schießt der Tscheche Miroslav Boucek auf die Gegner, bis er wirklich den ersten trifft, was ihn stark mitnimmt, als er diesen sterbend am Boden liegen sieht.
Als wieder ein Schiff aus der Sowjetunion mit neuen Waffen und freiwilligen Kämpfern in Spanien eintrifft, befindet sich auch die Bulgarin Liliana Taschewa an Bord, um den Republikanern zu helfen. Bei der Entladung erkennt sie den Russen Pjotr Laptew und beide fallen sich sofort um den Hals, da sie sich bereits aus Moskau kennen, wo sie sich auch ineinander verliebt haben. Liliana bezieht erst einmal bei Pjotr Quartier. Kurze Zeit später werden die im Kampf verwundeten Interbrigadisten auf das sowjetische Schiff transportiert. Diese Aktion wird durch einen Angriff der Nationalisten im Häuserkampf mit Waffengewalt gestört. Bei dem Überfall wird Rosita erschossen und Pjotr verletzt, der ebenfalls auf das Schiff gebracht wird. Liliana, die in Spanien bleibt, verabschiedet sich von ihm und warnt ihn noch, zu Hause vorsichtig zu sein, denn die Spanienkämpfer werden dort neuerdings wie Agenten behandelt, die der Sowjetunion Schaden zufügen wollen. Zum Schluss werden noch viele Kinder auf das Schiff gebracht, zu denen auch Lucia, die kleine Schwester der ermordeten Rosita, gehört.
Etwa zur gleichen Zeit wird ein gefangen genommener Pilot auf den Flugplatz der Brigaden gebracht. Bei einem ersten Verhör durch den Ungarn Sandor Simon stellt sich heraus, dass es sich hierbei um den Deutschen Kurt Schneider, ein Mitglied der Legion Condor, handelt. Anschließend soll er mit dem Auto zur weiteren Vernehmung abtransportiert werden. Dabei wird er von dem deutschen Kommunisten Martin Schneider beobachtet, der in ihm seinen Bruder erkennt und der deshalb dem Auto mit einem Motorrad folgt. Auf freier Strecke wird das Auto von einem Flugzeug der Putschisten angegriffen und die beiden Begleiter Kurt Schneiders finden dabei den Tod. Nun hat es Martin Schneider in der Hand, was mit seinem Bruder passiert, und lässt ihn laufen.
Pjotr Laptew lebt bis zur Gesundung, trotz Winters, im Sommerhaus der Familie und bekommt Besuch von seinem Vater, der ein hoher Offizier der Roten Armee ist und im Verteidigungsministerium arbeitet. Dieser schimpft mit ihm, da Pjotr eine Rede über die Situation in Spanien gehalten und auch einen Bericht darüber verfasst hat. Deshalb hat er Ärger mit Tschumakow, einem ehemaligen Freund, der jetzt in einem Ministerium arbeitet, bekommen, der sich als Spanienexperte ausgibt, obwohl er nur 14 Tage dort war. Während dieses Gesprächs erscheinen zwei Männer in Ledermänteln und verhaften ihn, ohne dass sein Vater etwas dagegen tun kann.
Da der Spanische Bürgerkrieg vorbei ist, treffen auch die anderen der Freunde wieder in ihren Ländern ein. Miroslav Boucek geht in Prag umgehend zu seiner Freundin und wird dort ihren Eltern vorgestellt. Am Abend gehen sie in seine Wohnung, wo sie ihm erklärt, dass sie nach der Oberschule gern studieren und dann Kinderärztin werden möchte, da sie Kinder liebt. Als sie von Miroslav das Angebot bekommt, mit ihm diese Kinder zu bekommen, gehen sie gemeinsam ins Bett. In den nächsten Tagen wird er Angehöriger der tschechoslowakischen Armee, bei der er kaserniert untergebracht ist. Hier muss er erleben, dass die deutsche Wehrmacht in sein Land einmarschiert, und da die Armee keinen Widerstand leistet, beschließt er entweder ins Ausland oder in den Untergrund zu gehen. In Moskau sucht inzwischen Liliana, die wieder die Uniform der Roten Armee trägt, die Gefängnisse ab, um Pjotr zu finden, jedoch ohne Erfolg. Auf dem Weg nach Hause trifft sie auf Jerzy Jarecki, der nicht mit ihr gesehen werden will, sie aber um etwas zu essen bittet. Einige Minuten später folgt er ihr unauffällig in ihre Wohnung. Hier erzählte er, dass er nach dem Einmarsch der Wehrmacht gegen sie gekämpft hat, auf der Flucht seinen Namen änderte und sich jetzt ohne Aufenthaltserlaubnis und Papiere in der Sowjetunion befindet. Bei  dem Gespräch erfährt er auch, dass der Ungar Sandor Simon jetzt Regimentskommandeur der Roten Armee ist. Gemeinsam gehen sie zu Pjotrs Vater, der etwas für ihn tun soll, am liebsten würde er als Ausbilder in die Armee eintreten. Das ist jedoch unmöglich und Vater Laptew will versuchen, ihn in einem zivilen Beruf unterzubringen.
Auch Martin Schneider befindet sich in der Sowjetunion. Er fährt zum Sommerhaus der Laptews, um seine Freundin Anna vorzustellen. Es ist der 22. Juni 1941 und ein deutscher Sender verkündet den Einmarsch der Wehrmacht in die Sowjetunion, während die sowjetischen Sender weiterhin Volksmusik spielen. Pjotr, der immer noch interniert ist, arbeitet jetzt in einem Steinbruch. Da er als ausgebildeter Soldat an der Front gebraucht wird, erhält er die Erlaubnis, in einem Strafbataillon zu dienen. Hier wird er verwundet und nach seiner Gesundung aus dem Krankenhaus von Liliana abgeholt, die ihn weiterhin pflegen wollte. Jedoch am Tag zuvor erhielt sie den Auftrag, in ihre Heimat zu fahren, um dort die bulgarische Armee im Aufbau zu unterstützen, wogegen auch ein intensives Bitten nicht hilft. Sie verbringen eine Nacht miteinander und dann schleicht sie sich heimlich, nur einen Zettel hinterlassend, davon.
In Weißrussland wird in einer Dienststelle der deutschen Luftwaffe ein Pilot der Roten Armee zum Verhör in das Dienstzimmer des Majors Kurt Schneider gebracht. Beide erkennen sich sofort, denn der Pilot ist Sandor Simon und beide haben sich im Spanienkrieg schon einmal gesehen, als die Situation genau umgekehrt war. Sandor erzählt dem Deutschen, dass in Moskau ein kleiner Junge lebt, dessen Onkel Bomben auf die Sowjetunion wirft, womit er Karl, den Sohn von Martin Schneider, meint. In der Sowjetunion wird die 1. Polnische Armee aufgebaut, weshalb Pjotr Laptew dorthin kommandiert wird. Hier trifft er auf seinen alten polnischen Freund Jerzy Jarecki, der hier Soldaten ausbildet.
Am 30. April verkündet Martin Schneider kurz vor Berlin von einem Lautsprecherwagen den Tod Adolf Hitlers. Dabei wird er von dem vorbeifahrenden Pjotr erkannt und beide suchen Martins Eltern auf, die er das erste Mal nach 1936 wiedersieht. Während der Unterhaltung mit ihnen öffnet sich eine Tür und Kurt Schneider kommt herein. Als diesem erklärt wird, dass er verhaftet ist, versucht er sich die Pulsadern aufzuschneiden, was ihm aber nicht gelingt. Der Weg in die Kriegsgefangenschaft führt nun über ein Feldlazarett. Auch Miroslav Boucek kommt nach dem Krieg wieder nach Prag und will zu seiner Freundin. Hier muss er von Onkel Dagmar erfahren, dass sie von den Deutschen verhaftet wurde, weil sie an einer Demonstration teilgenommen hatte. Bei der anschließenden Gerichtsverhandlung wurde sie zum Tode verurteilt und der Onkel erhielt die Urne mit ihrer Asche. Da die Deutschen sehr gründlich waren, kann er auch die Rechnung für ihre Hinrichtung und die Verbrennung vorlegen, die Miroslav begleicht und die Urne mitnimmt. Der Krieg ist vorbei und Liliana bittet ihre Vorgesetzten, in die Sowjetunion zurückkehren zu dürfen, um Pjotr wieder zu treffen. Dieser Wunsch wird ihr aber nicht erfüllt, da sie als Offizier der bulgarischen Armee für den weiteren Aufbau unabkömmlich ist. Pjotr selbst hat eine Audienz bei General Tschumakow, seinem ehemaligen Freund, der ebenfalls in Liliana verliebt war, und erfährt, dass er nach Polen versetzt wird. Der Wunsch, Liliana zu heiraten, wird ihm versagt, da es Angehörigen der Roten Armee verboten ist, Ausländer zu heiraten, und Liliana ist Bulgarin.

## Handlung 2. Teil
Mit einem Militärzug fährt Pjotr Laptew zu seiner neuen Einheit nach Warschau. Mit im Zug sitzt auch die Ärztin Vera, die in der Nachbarschaft des Sommerhauses der Laptews wohnt. Auf freier Strecke, mitten in einem Wald, wird der Zug durch Angehörige der Armija Krajowa mit einer Sperre auf den Gleisen angehalten. Dank des beherzten Einsatzes von Pjotr kann der Zug, nach einem Machtspiel mit den Polen, weiterfahren. In Warschau besuchen Pjotr und Vera den gemeinsamen Freund Jerzy mit seiner Frau Lucia, der kleinen Schwester seiner erschossenen spanischen Freundin, und dem gemeinsamen Sohn. Nach dem Genuss von Alkohol bekommt Pjotr auf dem Heimweg von Vera eine Übernachtung im Krankenhaus, in dem sie arbeitet, angeboten, da sie dort zwei Zimmer hat. Das zweite Zimmer wird aber nicht benötigt, da sie gemeinsam in einem Bett landen. Vera ist darüber sehr glücklich, da sie ihn schon sehr lange liebt, was aber nicht gerade auf Gegenliebe stößt, da Pjotr sicherlich in Gedanken bei Liliana ist.
In Berlin leitet der Major Martin Schneider eine Dienststelle der Deutschen Volkspolizei. Nachdem er feststellen muss, dass der Polizist Genosse Blume bei den Verhören mit Prügeln arbeitet, entlässt er ihn und überzeugt einen gefangen genommenen Kleinkriminellen bei der Volkspolizei anzufangen. In Moskau findet eine Besprechung auf hoher Ebene zwischen der Bulgarischen Armee und der Sowjetarmee statt, an der auch Liliana teilnimmt. Die Besprechung wird geleitet von General Tschumakow, der nach dem Ende der Versammlung Liliana bittet, noch ein wenig zu bleiben. Doch diese möchte keine Gespräche mit ihm, sondern nur die Moskauer Adresse von Pjotr, die sie auch bekommt. Da sie Pjotr nicht erreichen kann, trifft sie sich mit Vera, die inzwischen dessen Frau ist. Diese will auf jeden Fall vermeiden, dass es zu dem geplanten Wiedersehen kommt. Wieder zu Hause in Bulgarien, erzählt Liliana ihrem Vater, dass sie schwer krank ist und operiert werden muss, und wenn die Operation gelingt, will sie sich einen kleinen Jungen aus dem Kinderheim holen und adoptieren.
In Polen wird der Major Jerzy Jarecki in das Büro seiner Dienststelle gerufen. Hier erhält er ohne Vorankündigung und Begründung die Entlassungspapiere aus der Armee. In Deutschland versieht nun Martin Schneider bereits seit zwei Jahren seinen Dienst an der Grenze der DDR zur Bundesrepublik Deutschland. Während einer Fahrt mit dem Fahrrad entdeckt er eine Gruppe von Flüchtlingen, die illegal über die Grenze will. Bei deren Kontrolle wird er von ihnen überwältigt und seine Waffe wird ihm abgenommen. Einer der Flüchtlinge, die ihn niederschlagen, ist sein Bruder Kurt, der auf die andere Seite will, da er hofft, dort wieder fliegen zu können. Nach der Untersuchung dieses Vorfalls wird auch Martin entlassen. In Warschau findet 1955 eine Tagung der Regierungschefs und Verteidigungsminister der sozialistischen Staaten statt, um den Warschauer Vertrag zu unterzeichnen. Jerzy versucht an Oberst Liliana Taschewa heranzukommen, die Mitglied der bulgarischen Delegation ist, was ihm aber nicht gelingt.
Pjotr Laptew wurde inzwischen zum Generalmajor befördert und leistet seinen Dienst bei den sowjetischen Truppen in Ungarn. 1956 beginnt hier der Aufstand der ungarischen Bevölkerung gegen die sozialistische Regierung. Eine der ersten Maßnahmen der sowjetischen Armee ist deshalb, die Zivilbeschäftigten außer Landes zu bringen. Dazu gehören auch Laptews Frau Vera und der gemeinsame Sohn Sascha, die mit einem der letzten Flugzeuge ausgeflogen werden sollen. Vera bringt ihren Sohn zum Flugplatz und will nur noch den Sekretär des Budapester Stadtkomitees behandeln, dem von den Aufständischen die Füße bis auf die Knochen verbrannt wurden. Danach schafft sie es nicht mehr zum Flugzeug und versucht sich mit der Bahn zu Sandor Simon durchzuschlagen, der Befehlshaber einer Fliegerstaffel der ungarischen Armee ist. Bei der Fahrt durch Budapest zum Bahnhof beobachtet sie die fürchterliche Brutalität der Aufständischen. Im Zug entgeht sie nur durch das beherzte Eingreifen eines Ungarn den durchgeführten Kontrollen. Kurz nach ihrem Eintreffen auf dem Flugplatz wird dieser von bewaffneten Aufständischen belagert. Ein Lehrer stellt sich als Vermittler zur Verfügung und überbringt Sandor die Forderung, dass dieser den Flugplatz und die Kaserne kampflos übergeben soll. Der will aber selbst mit ihnen sprechen und geht vor das Tor, wobei er erschossen wird. Vera hat inzwischen ihren Mann angerufen und der kommt umgehend mit sowjetischen Panzern und Soldaten, die die Situation bereinigen. Eine medizinische Untersuchung Sandors kann nur noch seinen Tod feststellen.
Zur Beisetzung Sandors erscheinen auch alle seine Freunde und Wegbegleiter der letzten Jahre. In einem Gespräch zwischen Pjotr und Liliana sagt er ihr, dass er von Tschumakow erfahren hat, dass sie ihn in Moskau besuchen wollte, und fragt sie, warum sie es nicht getan hat. Sie antwortete darauf, dass sie angerufen habe, und als Vera am Telefon war, habe sie wortlos den Telefonhörer aufgelegt.

## Produktion und Veröffentlichung
Der von der DEFA, Künstlerische Arbeitsgruppe „Roter Kreis“ und den Filmgesellschaften aus fünf weiteren sozialistischen Ländern gedrehte Farbfilm hatte in fast allen beteiligten Ländern im Jahr 1989 seine Premiere. In der DDR kam der Film nicht in die Kinos. Die deutsche Fassung existierte in zwei Kopien, die nicht synchronisiert waren, sondern mit der Voiceover-Methode von fünf Schauspielern in der deutschen Sprache eingesprochen wurden. Diese Kopien sind verschwunden und nicht mehr auffindbar. Die erste offizielle Aufführung des Films sollte ursprünglich beim 30. Filmfestival Cottbus 2020 erfolgen, das konnte aber wegen der Corona-Maßnahmen nicht realisiert werden. Deshalb wurde die deutsche Premiere während des 31. Filmfestivals im Cottbuser Filmtheater Weltspiegel am 4. November 2021 nachgeholt. Der hier gezeigte Film war eine polnische Fassung, die deutsch untertitelt wurde, die Schauspieler sprachen jedoch in dem Film immer in ihrer Originalsprache.
Als Gründe für die Nichtveröffentlichung 1989 werden zwei Ursachen genannt: Der Filmverleih bescheinigte ihm eine „verzerrte Darstellung der Geschichte aus subjektiver Sicht der Macher“ und bei F.-B. Habel in Das große Lexikon der DEFA-Spielfilme wird vermutet, dass er offenbar „wegen des propagandistischen Anliegens“ nach der Wende nicht mehr gezeigt wurde. Interessant in diesem Zusammenhang ist die folgende Meldung aus der Neuen Zeit: Am 5. Januar 1989 schickte das Mitglied des Politbüros der SED Joachim Herrmann an das Presseamt der DDR die Weisung, dass der sowjetische Film Wir bleiben treu in keiner Weise zu erwähnen ist, selbst nicht als Kinoanzeige.